# Балка Лозова
Балка Лозова, Лозоватка — балка (річка) в Україні у Куп'янському районі Харківської області. Ліва притока річки Осколу (басейн Дону).

## Опис
Довжина балки приблизно 12,02 км, найкоротша відстань між витоком і гирлом — 10,92 км, коефіцієнт звивистості річки — 1,10. Формується декількома струмками та загатами.

## Розташування
Бере початок у селі Піщане. Тече переважно на південний захід через Курилівку і у селищі Куп'янськ-Вузловий впадає у річку Оскол, ліву притоку річки Сіверського Дінця.

## Цікаві факти
- Біля витоку балки на північній стороні на відстані приблизно 2 км пролягає автошлях Р07[2] (автомобільний шлях національного значення на території України).
- У XX столітті на балці існували молочно, -свино, -птице-тваринні ферми (МТФ, СТФ, ПТФ) та декілька газових свердловин[3], а у XIX столітті — декілька вітряних млинів[1].